# Oligotylus nigerrimus
Oligotylus nigerrimus är en insektsart som först beskrevs av Van Duzee 1916.  Oligotylus nigerrimus ingår i släktet Oligotylus och familjen ängsskinnbaggar. Inga underarter finns listade i Catalogue of Life.